# Росс, Лоуренс Салливан
Ло́уренс Са́лливан Росс (англ. Lawrence Sullivan Ross; 27 сентября 1838, Бентонспорт, Территория Айова — 3 января 1898, округ Бразос, Техас) — американский политик, генерал армии КША во время Гражданской войны, 19-й губернатор Техаса, президент Сельскохозяйственного и механического колледжа Техаса.
Росс вырос в Республике Техас, большая часть его детства прошла на границе с Мексикой, где его предки были одними из основателей города Уэйко. После школы он поступил в Бэйлорский университет и во время летних каникул принял участие в сражении с команчами, в котором был тяжело ранен. Окончив образование, Росс вступил в ряды техасских рейнджеров и в 1860 году отличился в битве у реки Пиз, где «спас» Синтию Паркер, захваченную команчами ещё ребёнком.
Когда Техас стал частью КША, Росс присоединился к армии конфедератов. Он принял участие в 135 сражениях и стал одним из самых молодых генералов конфедерации. После Гражданской войны Росс непродолжительное время служил шерифом округа Мак-Леннан и, выйдя в отставку в 1875 году, был избран делегатом конституционного конвента Техаса. За исключением двух лет, когда он служил сенатором штата, Росс следующее десятилетие провёл на своём ранчо. В 1887 году он был избран 19-м губернатором Техаса. За два срока, проведённых на этом посту, Росс инициировал постройку нового Капитолия Техаса, прекратил «войну соек и дятлов».
Несмотря на популярность, Росс отказался баллотироваться на третий губернаторский срок. Через несколько дней после ухода с должности он стал президентом Сельскохозяйственного и механического колледжа Техаса (ныне Техасский университет A&M). Россу приписывают спасение колледжа от закрытия, при нём было построено много новых зданий и родились многие университетские традиции. После смерти Росса легислатура Техаса инициировала создание Педагогического колледжа, названного его именем.

## Биография

### Ранние годы
Лоуренс Салливан Росс родился 27 сентября 1838 года в городе Бентонспорт, Территория Айова. Он был четвёртым ребёнком и вторым по счёту сыном в семье Шепли Принса Росса и Кэтрин Фулкерсон, дочери члена Генеральной ассамблеи Миссури Айзека Фулкерсона. Вскоре после рождения Росса его родители продали дом в Айове и вернулись в Миссури, а в 1839 году семья переехала в Республику Техас и поселилась в колонии Робертсон в низовье реки Бразос. Два года спустя они присоединились к семи семьям под предводительством капитана Даниэля Монро и поселились около современного города Камерон, где получили 640 акров (260 га) земли вдоль реки. Их земли примыкали к территории команчей и неоднократно подвергались нападениям со стороны индейцев.
Чтобы Лоуренс и его старшие братья и сёстры могли посещать школу, семья в 1845 году решила переехать в Остин. Четыре года спустя они переехали снова. К этому времени Шепли Росс стал известным колонистом, и чтобы уговорить его поселиться в новообразованной общине Уэйко, семье предоставили четыре участка земли, исключительные права на эксплуатацию паромной переправы через реку Бразос, а также право на покупку 80 акров (32 га) сельскохозяйственных угодий по цене один доллар за акр. В марте 1849 года семья Россов построила первый дом в Уэйко — бревенчатую хижину на утёсе с видом на родники, в этом доме родилась сестра Лоуренса Кейт.
Чтобы продолжить образование, Росс в 1856 году поступил на подготовительное отделение при Бэйлорском университете, несмотря на то, что он был на несколько лет старше, чем большинство других студентов. За один год он прошёл двухлетний курс обучения, после чего поступил в Уэслианский университет во Флоренсе, Алабама. Сначала Росса не хотели принимать, так как посчитали, что он слишком слабо знает математику, однако, после того, как профессор университета согласился давать ему частные уроки, университет изменил своё решение. В университете студенты жили не в общежитии, а в семьях известных граждан, чтобы иметь возможность ежедневно обучаться хорошим манерам . Росс жил в семье своего преподавателя.

### Битва у деревни племени уичита
Летом 1858 года Росс приехал на каникулы в Техас и отправился в индейскую резервацию Бразос, где его отец служил агентом по делам индейцев. В армию США были призваны индейцы из резервации, чтобы помочь Уичитской экспедиции 2-го кавалерийского полка. Экспедиция искала вождя команчей по имени Горб Бизона, возглавлявшего набеги на техасские поселения, в результате которых погибли их жители. Опасаясь, что Шепли Росс по состоянию здоровья не сможет командовать экспедицией, индейцы выбрали Салливана Росса своим новым командиром. С одобрения своего отца Росс-младший во главе отряда из 135 воинов присоединился к отряду майора Эрла Ван Дорна, насчитывавшему 225 солдат.
Разведчики-индейцы обнаружили отряд из 500 команчей, среди которых был Горб Бизона, расположившихся за пределами деревни племени уичита на Индейской территории. В начале боя Росс и его люди разогнали индейских лошадей, предоставив тем самым стратегическое преимущество конным солдатам армии США. Когда команчи попытались вырваться с места боя, Росс вместе с разведчиком 2-го кавалерийского полка лейтенантом Корнелиусом Ван Кампом и одним из его солдат стали преследовать группу мирных индейцев, у которых был белый ребёнок. По приказу Росса солдат схватил ребёнка, и в это время они столкнулись с отрядом из двадцати пяти команчей. Ван Камп и солдат были убиты стрелами, а Росс ранен в плечо. Один из команчей поднял карабин убитого солдата и выстрелил пулей калибра .58 (14,7 мм) в грудь Росса. Стрелявшего индейца, Мохи, Росс знал с детства. Когда Мохи подошёл к потерявшему сознание Россу, чтобы снять с него скальп, его застрелил лейтенант Джеймс Мэйджес.
После пятичасового боя американская армия сломила сопротивление команчей. Горб Бизона бежал, однако 70 команчей были убиты или смертельно ранены, и только двое из них были мирными жителями. Ранения Росса были тяжёлыми, его нельзя было транспортировать, и он пять дней пролежал под деревом на поле боя. Его раны были инфицированы, и Росс просил пристрелить его, чтобы избавить от мучений. Через некоторое время Росс полностью выздоровел, однако до конца года его продолжали мучить сильные боли.
В своём докладе Ван Дорн высоко оценил действия Росса. 10 октября этот доклад был напечатан в газете Dallas Herald, другие газеты также отметили мужество Росса. Генерал Уинфилд Скотт узнал о роли Росса в бою и предложил ему поступить на военную службу. Желая окончить образование, Росс отклонил предложение Скотта и вернулся в университет в Алабаме.
В следующем году Росс окончил Уэслианский университет со степенью бакалавра искусств и вернулся в Техас. Приехав туда, он обнаружил, что никто не смог отыскать семью белой девочки, спасённой им во время боя у деревни племени уичита. Он удочерил её и дал ей имя Лиззи, в честь своей невесты, Лиззи Тинсли.

### Техасские рейнджеры

#### Зачисление в отряд рейнджеров
В начале 1860 года Росс был зачислен в отряд техасских рейнджеров под командованием капитана Дж. М. Смита, созданный для борьбы с американскими индейцами. Смит назначил Росса вторым лейтенантом. Когда Смит пошёл на повышение, отряд единогласно проголосовал, чтобы новым капитаном стал Росс. Вместе с другими отрядами рейнджеров он повёл своих людей против племени кикапу, которое убило две белые семьи. Племя было предупреждено о подходе рейнджеров и подожгло прерии. Столкнувшись с пожаром, рейнджеры были вынуждены повернуть обратно.
В начале сентября 1860 года Смит расформировал отряд Росса, а неделю спустя губернатор Сэм Хьюстон разрешил ему набрать новый отряд из 60 конных добровольцев для защиты поселений возле Белкнапа от индейских атак. 17 октября Росс и его люди прибыли в форт Белкнап, однако местные жители, которых они поклялись защищать, встретили их резолюцией, в которой попросили Росса подать в отставку и уехать. Они думали, что набеги совершали индейцы из резерваций, и боялись, что Росс не сможет их защитить из-за дружеских с ними отношений.

#### Сражение у реки Пиз
В конце октября и в ноябре 1860 года команчи во главе с Петой Ноконой неоднократно совершали налёты на поселенцев, один из которых завершился жестоким убийством беременной женщины. Узнав об этом, Хьюстон послал несколько отрядов из 25 человек в помощь Россу. Один из отрядов выследил налётчиков в их зимнем лагере, расположенном на берегу реки Пиз. Отряду пришлось вернуться, чтобы набрать ещё бойцов. Росс попросил помощи у армии США, расквартированной в Кэмп-Купер, и ему выделили 21 солдата.
11 декабря, сразу как прибыли солдаты, 39 рейнджеров во главе с Россом отправились к лагерю команчей. 13 декабря, когда к ним присоединились ополченцы, численность отряда составила 69 человек. Через несколько дней ополченцы сделали привал, чтобы дать отдохнуть лошадям, а рейнджеры и солдаты продолжили путь. Когда они приблизились к поселению, Росс лично провёл разведку. Под прикрытием пылевой бури Росс смог приблизиться к поселению на расстояние около двухсот метров и увидел, что индейцы готовятся к переезду на другое место. Понимая, что его собственные лошади также устали после длительного перехода, Росс решил атаковать немедленно, не дожидаясь ополченцев. Росс вместе с рейнджерами нанёс удар по лагерю, в то время как солдаты заняли позицию за грядой песчаных дюн на северо-западе, отрезая отход команчей.
После ожесточённого сражения команчи бежали. Росс с несколькими рейнджерами погнались за вождём и ещё одной индианкой. Когда рейнджеры приблизились, индианка замедлила шаг и подняла над головой ребёнка. Солдаты не стали стрелять и окружили индианку. Росс продолжал преследовать вождя и произвёл три выстрела. Даже упав с лошади, вождь отказывался сдаваться. Повар Росса Антон Мартинес, который был в плену у отряда Петы Нокона, опознал последнего в вожде. С разрешения Росса Мартинес застрелил его. Большая часть отряда Ноконы была истреблена, также были убиты 13 женщин. Люди Росса не пострадали.
Ополченцы прибыли на поле битвы, когда сражение уже завершилось. Хотя сначала они поздравили Росса с победой, некоторые позднее жаловались, что Росс выдвинулся вперёд, чтобы не делиться славой и трофеями.
Когда Росс вернулся в палаточный лагерь, он заметил, что у захваченной женщины были голубые глаза. Женщина не говорила по-английски и не помнила своё имя и подробности своей жизни до попадания к команчам. После долгих расспросов она смогла рассказать некоторые подробности своего пленения, когда она была ребёнком. Подробности соответствовали тому, что Росс знал о резне в Форт-Паркере в 1836 году, поэтому он вызвал полковника Айзека Паркера, чтобы опознать женщину. Когда Паркер отметил, что его похищенную племянницу звали Синтия Энн Паркер, женщина ударила себя в грудь и сказала: «Я Синти Энн». Впоследствии Синтия Паркер не вернулась к команчам, однако не считала себя счастливой, живя на новом месте.
Также во время нападения был найден скрывавшийся в высокой траве девятилетний индейский мальчик. Росс взял его к себе и дал ему имя Пиз. Хотя позже ему разрешили вернуться к команчам, Пиз решил остаться и был воспитан Россом.
Сражение у реки Пиз закрепило славу Росса. Однако после его смерти сын Ноконы, Куана Паркер, утверждал, что его отец не принимал участия в сражении и умер три или четыре года спустя. Куана говорил, что вместо его отца был застрелен мексиканский пленник Хо Нокона, который был слугой Синтии Паркер.

#### Отставка
Когда Росс вернулся домой, Сэм Хьюстон попросил его распустить отряд и сформировать новый из 83 человек, пообещав дать письменное распоряжение в ближайшее время. Пока Росс занимался этой реорганизацией, Хьюстон назначил своим новым адъютантом капитана Уильяма Дэлримпла. Не зная устных распоряжений Хьюстона, Дэлримпл подверг резкой критике действия Росса. Росс завершил реорганизацию отряда, после чего вернулся в Уэйко и подал в отставку. Хьюстон предложил Россу должность адъютанта в звании полковника, однако тот отказался.

### Гражданская война

#### Поступление на военную службу
В начале 1861 года, после того как Техас проголосовал за отделение от США и присоединение к Конфедерации, брат Росса, Питер, начал вербовку мужчин в новый отряд. Вскоре после того, как Росс был зачислен рядовым в отряд своего брата, губернатор Эдвард Кларк попросил его немедленно отправиться на Индейскую территорию, провести переговоры с пятью цивилизованными племенами и уговорить их не помогать армии Союза. Через неделю после своей свадьбы с Лиззи Тинсли, которая состоялась 28 мая, Росс отправился на индейскую территорию. Приехав в резервацию Уошита, он обнаружил, что представители Конфедерации уже подписали предварительное соглашение с племенами.
Росс вернулся домой через несколько месяцев. В середине августа он уехал со своим отрядом в Миссури, оставив жену с её родителями. 7 октября его отряд был переименован в роту «G» полка Стоуна, позже ставшего известным как 6-й техасский кавалерийский полк, а Россу было присвоено звание майора. В ноябре 1861 года генерал Бенджамин Маккаллох, с которым он вместе служил в техасских рейнджерах, дважды посылал Росса разведать силы противника в районе Спрингфилда. Оба раза Росс успешно миновал части федеральной армии, собирал информацию и возвращался обратно. После выполнения заданий ему был предоставлен 60-дневный отпуск, и Росс вернулся домой, чтобы навестить жену.

#### Действительная военная служба
В начале 1862 года Росс вернулся к своим обязанностям, а уже в конце февраля возглавил отряд из 500 человек, который совершил нападение на армию Союза. Они углубились на 110 км в тыл врага, где собрали информацию, уничтожили несколько обозов провианта, захватили 60 лошадей и мулов, а также пленили 11 человек. В следующем месяце полк возглавил генерал-майор Эрл Ван Дорн, с которым Росс служил во время битвы у деревни племени уичита. Полк под командованием Ван Дорна потерпел поражение в битве при Пи-Ридж. Росс обвинил в этом поражении генерала, так как тот отправил в бой уставших и голодных солдат и не сумел должным образом скоординировать план нападения. В апреле отряд был направлен в Де-Арк, Арканзас. Из-за нехватки кормов Росс приказал спешиться и отправить лошадей обратно в Техас. Отряд, теперь пешим ходом, отправился в Мемфис, штат Теннесси, прибыв туда через две недели после сражения при Шайло. Вскоре Росс сильно простудился, болезнь сопровождалась затяжной лихорадкой. Он проболел восемь недель и к моменту выздоровления весил всего 57 кг.
В 1862 году, несмотря на протесты Росса, солдаты избрали его полковником 6-го кавалерийского полка. Он не хотел брать на себя ответственность и не хотел огорчить своего друга, который также желал командовать полком. Бригадный командир, генерал Чарльз Файфер, часто отсутствовал, оставляя Росса своим заместителем. Действия Росса произвели впечатление на других офицеров, и летом 1862 года его несколько раз выдвигали к повышению в звании до бригадного генерала. Хотя в то время его не произвели в генералы, его подразделение было одним из 8-10 спешившихся кавалерийских отрядов в регионе, которым было обещано возвращение лошадей.
Ещё не получив лошадей, его полк принял участие в сражении при Коринфе. Техасцы под командованием Росса дважды захватывали батарею Робинетта. Однако из-за отсутствия подкрепления они каждый раз были вынуждены отступить. Во время боя Росс, который приобрёл лошадь, был выбит из седла. Его люди были уверены, что он погиб, однако Росс остался жив и даже не получил ранений. Армия Конфедерации отступила с поля боя и столкнулась с превосходящими силами Союза во время сражения при Хатчис-Бридж. 700 стрелков под командованием Росса на протяжении трёх часов сдерживали 6500 солдат противника, отразив три атаки.
Лошади 6-го кавалерийского полка прибыли вскоре после битвы, и полк был переведён в состав кавалерийской бригады полковника Уильяма Джексона. В ноябре 1862 года Россу разрешили на несколько недель оставить службу, чтобы навестить жену, и он вернулся в свой полк в середине января 1863 года. Несколько месяцев спустя его подразделение принимало участие в битве у станции Томпсона. В июле генерал-майор Стивен Ли объединил 6-й техасский кавалерийский полк и 1-й Миссисипский кавалерийский полк полковника Р. Пинсона и назначил Росса командиром новой бригады. В это же время Росс получил известие о смерти своего первого ребёнка, который, возможно, был мертворождённым.
Росс снова заболел в сентябре 1863 года. С 27 сентября по март 1864 года у него каждые три дня повторялись приступы лихорадки и озноб, которые были симптомами трёхдневной малярии. Несмотря на болезнь, Росс не пропустил ни одного дня службы, а в начале 1864 года он был произведён в бригадные генералы, став одним из самых молодых генералов в армии конфедератов. После повышения Росса боевой дух его отряда улучшился, и все его солдаты остались на сверхсрочную службу.
В марте 1864 года около Язу-Сити, Миссисипи, бригада Росса в первый раз сражалась против чернокожих солдат. В результате ожесточённого боя конфедераты одержали победу. Во время переговоров о капитуляции офицер Союза обвинил техасцев в убийстве нескольких захваченных в плен чернокожих солдат, на что Росс ответил, что двое его людей тоже были убиты после капитуляции войск Союза.
Начиная с мая, бригада выдержала 112 дней непрерывных стычек с противником. Хотя большинство стычек были небольшими, к концу периода ранения и дезертирство сократили численность полка на 25 %. В конце июля в битве у мельницы Брауна Росс был взят в плен, однако его отбили благодаря успешной контратаке кавалерии конфедератов.
Их последней крупной военной кампанией была Франклин-Нэшвиллская кампания в ноябре и декабре 1864 года. С начала ноября по 27 декабря люди Росса захватили 550 пленных, несколько сотен лошадей, а также достаточное количество тёплой одежды и одеял, чтобы пережить холодную зиму. Только 12 солдат Росса были убиты, 70 ранены и 5 попали в плен.

#### Капитуляция
13 марта 1865 года Россу дали 90-дневный отпуск. К тому времени он принял участие в 135 сражениях, под ним пять раз убивали лошадь, но он избежал серьёзных ранений. Росс поспешил домой в Техас, чтобы навестить жену, которую он не видел два года. Когда он был дома, армия КША капитулировала. Росс не присоединился к своему полку, когда он сдался в Джэксоне, Миссисипи, 14 мая 1865 года. Так как он не присутствовал при капитуляции, Росс не получил удостоверения об условном освобождении, который защитил бы его от ареста. Как офицер армии КША в звании выше полковника, Росс также не попадал под прокламацию об амнистии президента Эндрю Джонсона от 29 мая 1865 года. Чтобы не допустить своего ареста и конфискации имущества, Росс 4 августа 1865 года обратился с просьбой о прощении за свою измену против США. Джонсон лично удовлетворил просьбу Росса 22 октября 1866 года, но официально она вступила в силу только в июле 1867 года.

### Фермерство и начало государственной службы
К моменту окончания гражданской войны Россу было всего 26 лет. Ему принадлежало 160 акров (65 га) сельскохозяйственных угодий вдоль реки Боске к западу от Уэйко и 5,41 акра (2,19 га) в центре города. В первый раз они с женой смогли построить собственный дом. В течение следующих 17 лет у них родились восемь детей:
| Мервин               | род. 2 января 1866   | ум. 1883 |
| Лоуренс Салливан-мл. | род. 25 июля 1868    |          |
| Флорин               | род. 3 октября 1870  |          |
| Харви                | род. 5 марта 1873    |          |
| Фрэнк                | род. 27 апреля 1875  |          |
| Элизабет             | род. 24 апреля 1878  |          |
| Джеймс Тинсли        | род. 30 декабря 1880 | ум. 1881 |
| Невилл П.            | род. 23 марта 1882   |          |

Несмотря на помилование, Первым законом о Реконструкции от 2 марта 1867 года Россу было запрещено голосовать и выступать в качестве присяжного заседателя. Этот закон и Дополнительный закон о Реконструкции, принятый три недели спустя, лишили гражданских прав тех, кто занимал государственные должности до поддержки Конфедерации.
Реконструкция не нанесла урон состоянию Росса, и благодаря тяжёлому труду он вскоре преуспел. После окончания войны Росс купил у своих родителей за 1500 долларов 20 акров (8,1 га) земли в Уэйко. В мае 1869 года он купил ещё 40 акров (16 га) сельскохозяйственных угодий за 400 долларов, а в следующем году его жена унаследовала 186 акров (75 га) сельскохозяйственных земель, принадлежавших её отцу. Росс продолжал покупать землю, и к концу 1875 года он владел более чем 1000 акров (400 га) сельскохозяйственных угодий. Кроме сельского хозяйства, Росс с братом Питером занимались разведением крупного рогатого скота шортгорнской породы. Вскоре Росс заработал достаточно денег, чтобы построить дом в Уэйко и отправить детей в частную школу.
В 1873 году Реконструкция в Техасе подошла к концу. В декабре Росс был избран шерифом округа Мак-Леннан «без избирательной кампании или других ходатайств». Росс сразу же назначил своего брата Питера помощником шерифа, и за два года они арестовали более 700 преступников. В 1874 году Росс помог создать Ассоциацию шерифов Техаса. В августе 1874 года, после того как многие газеты штата напечатали новость о заседании, в Корсикане собрались шерифы 65 округов Техаса. Салливан стал одним из трёх членов комиссии, подготовивших конечную резолюцию. Съезд принял резолюцию, в которой делегаты просили в определённых обстоятельствах увеличить зарплату шерифу, осудили самосуд и предложили изменить законодательство таким образом, чтобы при аресте шерифам можно было при необходимости применять силу «чтобы заставить преступников подчиниться закону».
Росс ушёл с поста шерифа в 1875 году и вскоре был избран делегатом конституционного конвента Техаса. Он был членом нескольких комитетов, в том числе комитета по доходам и налогообложению, специального комитета по пограничным вопросам, комитета по образованию и постоянного комитета по законодательной власти. За 68 дней, в течение которых проходил конвент, Росс принял участие в 63 заседаниях, проголосовал 343 раза и пропустил или воздержался от голосования только 66 раз.
После окончания конвента Росс вернулся домой и четыре года занимался сельским хозяйством. В 1880 году он случайно стал кандидатом в Сенат Техаса от 22-го округа. Собрание по выдвижению кандидата зашло в тупик, так как ни один из двух претендентов не смог набрать две трети голосов. В качестве компромисса один из делегатов предложил назначить кандидатом Росса. Хотя никто не спросил Росса, хочет ли он баллотироваться, делегаты избрали его своим кандидатом. Росс согласился с выдвижением своей кандидатуры, чтобы не создавать проблем и не созывать повторное собрание.
Росс победил на выборах с большим преимуществом. Вскоре после приезда Росса в Остин умер его младший сын. Ему пришлось на неделю вернуться домой, чтобы присутствовать на похоронах и помочь ухаживать за другим сыном, который был серьёзно болен. По возвращении в столицу штата Росс был назначен в комитеты по делам образования, внутреннего развития, финансов, пенитенциарных учреждений, по военным вопросам (где был председателем), государственных дел, непредвиденных расходов, животноводства, сельскохозяйственных дел и законов, готовых к подписанию. От имени 500 граждан округа Мак-Леннан он внёс предложение, чтобы на следующее голосование был включён вопрос о введении «сухого закона». Законодательное собрание согласилось с этим предложением.
В ноябре 1881 года пожар уничтожил здание Капитолия, и Росс в апреле 1882 года созвал специальную сессию, на которой было решено построить новое здание. Ближе к концу специальной сессии Сенат принял закон о перераспределении, которым четырёхлетний сенатский срок был сокращён до двух лет. Росс отказался баллотироваться на очередной срок.

### Губернатор

#### Выборы
В начале 1884 года друзья Росса, в том числе Виктор М. Роуз, редактор газеты в Виктории, призвали Росса баллотироваться на пост губернатора. Он отказался и попросил своего друга Джорджа Кларка посетить съезд Демократической партии штата, чтобы предотвратить выдвижение Росса кандидатом в губернаторы. Кларк предъявил письмо Росса, в котором тот просил выдвинуть другую кандидатуру. В конце 1885 года Росс передумал и 25 февраля 1886 года объявил, что будет баллотироваться на пост губернатора. Во время предвыборной кампании его неоднократно обвиняли в связях с партиями гринбекеров, республиканцев и масонами. Росс потратил деньги только на дорожные расходы, но всё равно легко выиграл выдвижение в качестве кандидата от Демократической партии. На всеобщих выборах он набрал 228 776 голосов, кандидат от республиканцев — 65 236 голосов, а кандидат от партии «сухого закона» — 19 186 голосов. Наибольшую поддержку Росс получил от ветеранов конфедерации.
Росс стал 19-м губернатором Техаса. Его инаугурация прошла в недавно открытом отеле «Дрискилл», что стало традицией для последующих техасских губернаторов. Согласно конституции Техаса 1876 года, которую Росс помог написать, губернатор становился главнокомандующим, получал право созывать законодательное собрание, руководить торговлей с другими штатами, миловать преступников и налагать вето на законопроекты. Предвыборная кампания Росса заостряла внимание на землепользовательской реформе, так как в то время было много разногласий по поводу использования общественных земель, особенно между фермерами и владельцами ранчо в вопросах, связанных с правами на воду и выпасом скота. По настоянию Росса легислатурой были приняты законы, восстановившие власть руководителя земельного управления и обеспечившие наказание для тех, кто незаконно пользовался землями штата, а также был составлен каталог общественных земель.

#### Второй срок
В мае 1888 года Росс был председателем на церемонии открытия нового здания Капитолия Техаса. В том же году он практически на безальтернативной основе был выдвинут на второй губернаторский срок. Его предвыборная программа включала упразднение системы национальных банков, регулирование монополий, снижение тарифов, а также разрешение саморегуляции железных дорог с помощью конкуренции. Больше никто из демократов не выдвинул свою кандидатуру на партийном съезде, республиканцы также не избирали кандидата, так как были удовлетворены работой Росса. Единственным конкурентом Росса на выборах стал представитель партии «сухого закона», которого он обошёл на 151 000 голосов.
Во время второго срока на посту губернатора Росс был вынужден вмешаться в конфликт в округе Форт-Бенд, известный как «война соек и дятлов». Шериф Джим Гарви боялся, что начнётся вооружённое противостояние между двумя фракциями Демократической партии — белыми расистами («сойки») и известным как «дятлы», сохранявшим политическую власть в округе, несмотря на окончание Реконструкции, блоком афроамериканцев и белых противников сегрегации, многие из которых в предшествовавшую эпоху Реконструкции были членами Республиканской партии. По просьбе Гарви Росс прислал два милицейских отряда, которые смогли установить перемирие на четыре месяца.
В августе 1889 года Росс направил четырёх техасских рейнджеров, среди которых был сержант Айра Атен. Во время подавления беспорядков было убито четыре и ранено шесть человек, в том числе один рейнджер. Атен обратился к Россу за помощью. На следующее утро прибыла Houston Light Guard, и было введено военное положение. Вечером того же дня приехал Росс с помощником Генерального прокурора штата и ещё одним отрядом милиции. Он уволил всех местных чиновников и призвал представителей обеих враждующих фракций вместе выбрать нового шерифа, который заменил бы убитого в перестрелке Гарви. После того, как враждующие стороны не смогли договориться, Росс предложил кандидатуру Атена. В конце концов обе фракции согласились, и конфликт был прекращён. Благодаря тому, что на праймериз Демократической партии было разрешено голосовать только белым, «дятлы» утратили власть в округе.
В марте 1890 года генеральный прокурор США подал против Техаса иск в Верховный суд, чтобы определить право собственности на спорный земельный участок в округе Грир площадью 1,5 млн акров (6100 км²). Преисполненный решимости лично встретиться с генеральным прокурором, Росс вместе с женой отправился в Вашингтон, где они посетили президента Бенджамина Гаррисона в Белом доме. Затем они поехали в Нью-Йорк, где встретились с бывшим президентом Гровером Кливлендом. Во время пребывания в Нью-Йорке Росс был очень популярен у журналистов. Он дал интервью нескольким крупным газетам, которые подробно осветили многие из его подвигов. По словам его биографа Джудит Бреннер, поездка и освещение жизни Росса «возбудили среди жителей восточных регионов интерес к Техасу, что в итоге привело к увеличению инвестиций, туризма и иммиграции».
Росс отказался стать первым губернатором Техаса, баллотировавшимся на третий срок, и 20 января 1891 года ушёл с должности. За четыре года пребывания на посту губернатора он наложил вето только на десять законопроектов и помиловал 861 человека. По сравнению с другими губернаторами Техаса, это небольшое количество: губернатор Мириам Фергюсон всего за два года помиловала 1161 человека.

#### Законодательная деятельность
Во время пребывания в должности Росс предложил реформировать налоговое законодательство, чтобы обеспечить более точную оценку имущества — в то время разрешалось оценивать свою собственность при отсутствии внешнего контроля. Законодательное собрание штата приняло его рекомендации, а также одобрило его план по ужесточению контроля за школьными средствами и введению местного налога для поддержки государственных школ. Росс также призвал законодательную власть принять антимонопольные законы. Они были приняты 30 марта 1889 года, за год до утверждения федеральным правительством антимонопольного закона Шермана.
Во время губернаторства Росса легислатура разрешила гражданам проголосовать по поводу поправки к конституции штата о запрете алкоголя. Росс был категорически против этого, утверждая, что «ни одному правительству никогда не удавалось изменить моральные убеждения своих граждан путём применения силы». Поправка была отклонена с перевесом в 90 000 голосов.
До того, как Росс стал губернатором, в штате было всего четыре благотворительных заведения: две психиатрические лечебницы, общество слепых и общество глухонемых. К тому времени, как он покинул свой пост, были открыты сиротский приют, общество слепых и глухонемых чернокожих детей и приют для душевнобольных. Росс также убедил законодательное собрание выделить 696 акров (282 га) земли около Гейтсвилла для организации исправительного учреждения в виде фермы для несовершеннолетних правонарушителей.
Росс стал первым губернатором, выделившим отдельный день для улучшения городов, объявив третью пятницу января Днём посадки деревьев. Он также поддержал усилия законодательного собрания по приобретению картинной галереи Хаддла, коллекции портретов губернаторов штата. Эти картины до сих пор экспонируются в ротонде Капитолия Техаса.

### Президент колледжа

#### Назначение
В конце 1880-х годов было много слухов о «неудовлетворительном управлении, недовольстве студентов и профессоров, отсутствии единства в преподавательском составе, проблемах с дисциплиной и скандалах на территории» в Сельскохозяйственном и механическом колледже Техаса (ныне Техасский университет A&M). Общественность скептически относилась к идее научного подхода в сельском хозяйстве, и законодательное собрание отказалась выделять средства на улучшения территории университета, так как не доверяла администрации колледжа.
Совет директоров решил, что колледжу нужен независимый руководитель, и 1 июля 1890 года единогласно поддержал идею предложить эту работу Россу, который в то время был действующим губернатором, и попросил его немедленно подать в отставку. Росс согласился рассмотреть это предложение, а также некоторые другие, которые к нему поступили. В это же время несколько газет получили анонимное сообщение о том, что Россу предложили стать президентом A&M, после чего они напечатали статьи, в которых указывали, что он идеально подходит на эту должность, так как колледж был основан для обучения сельскохозяйственным и военным наукам, а Росс продемонстрировал отличные качества и военного, и фермера. Кроме того, на губернаторской службе он отточил управленческие навыки, а также всегда проявлял интерес к образованию.
Росс был обеспокоен возникновением конфликта интересов, так как он назначил многих членов совета директоров, которые, в свою очередь, голосовали за его избрание. Однако, несмотря на это, он объявил, что принимает предложение. Как только новость о его назначении распространилась по всему штату, в колледж начали съезжаться абитуриенты. Многие мужчины, служившие во время Гражданской войны под началом Росса, хотели, чтобы их сыновья учились у их бывшего командира. В 1890 году в колледж пытались поступить 500 человек, и только 316 из них были приняты, хотя колледж был рассчитан на 250 студентов. Когда Росс официально возглавил школу 2 февраля, он столкнулся с отсутствием водопровода, нехваткой жилья, недовольством преподавательского состава и распоясавшимися студентами.

#### Улучшения
Совет директоров назначил Росса казначеем колледжа, и ему было выделено 20 000 долларов «для честного исполнения своего долга». Во время каникул им было инициировано несколько изменений. Когда в 1891 году студенты вернулись к началу нового учебного года, они обнаружили новое трёхэтажное общежитие на 41 комнату (оно получило название «Хол Росса»), также было начато строительство нового дома президента колледжа и нового здания для механической мастерской и кузницы. Минимальный возраст для абитуриентов был снижен с 16 до 15 лет, и Росс стал лично проводить собеседование с поступающими. Плата за обучение возросла на 10 долларов за учебный триместр, также было увеличено количество учебных часов, необходимых для окончания колледжа, в том числе по английской грамматике, естественным наукам, математике и истории. Кроме того, Росс стал лично назначать офицеров Корпуса кадетов, а название роты лучших в строевой подготовке кадетов было изменено с «Добровольцы Скотта» на «Добровольцы Росса». Наконец, Росс официально запретил дедовщину, пообещав выгнать любого студента, признанного виновным в её применении. Хотя Росс делал вид, что получает удовольствие от своей новой должности, он писал нескольким людям, что управление колледжем «быстро заставило его поседеть».
Количество абитуриентов продолжало расти, и к концу своего пребывания в должности Росс попросил родителей перед отправкой сыновей в колледж сначала обращаться в его офис. Увеличение количества студентов потребовало улучшения инфраструктуры, и с конца 1891 года по сентябрь 1898 года колледж потратил более 97 000 долларов на модернизацию существующих и постройку новых зданий: столовой на 500 человек, лазарета, в котором были первые внутренние туалеты на территории кампуса, артезианской скважины, крытого плавательного бассейна, зданий четырёх факультетов, электроосветительной установки, прачечной, холодильной кладовой, скотобойни, гимнастического зала, товарного склада и артиллерийского депо. Несмотря на увеличение расходов на строительство, в 1893 и 1894 годах бюджет колледжа был профицитным. В финансовом отчёте за 1894 год избыток средств был приписан грамотному руководству Росса, и он оставшиеся деньги вернул студентам в виде снижения платы за учёбу.

#### Росс и студенты
Росс был доступен для студентов и по мере возможностей принимал участие в школьных мероприятиях. Окружавшие его люди не могли вспомнить, чтобы он грубил или был рассержен. Росс ежемесячно готовил на каждого студента листы с оценками, а неуспевающих учеников приглашал к себе в офис, чтобы вместе обсудить их проблемы. Во время его руководства особое значение было придано военному аспекту колледжа. Тем не менее, он устранил многие порядки, которые считал ненужными, в том числе передвижение строевым шагом на занятия. Росс также сократил время несения караула и количество занятий строевой подготовкой.
Хотя в колледж принимали только юношей, Росс поддерживал совместное обучение, так как считал, что на кадетов «хорошие девочки могут оказать облагораживающее влияние». Первой девушкой, начавшей посещавшей занятия и помогать редактировать ежегодник, стала в 1893 году дочь профессора колледжа Этель Хадсон. В 1895 году она стала почётным членом класса. Несколько лет спустя, в 1903 году, почётными членами стали её сёстры-близнецы, и постепенно другим дочерям профессоров было позволено посещать занятия.
За 7,5 лет пребывания Росса в должности президента в колледже сформировались многие традиции, которые продолжают существовать по сей день. К ним относят «Кольцо агрария», которое носят студенты и выпускники университета A&M, и Fightin’ Texas Aggie Band — официальный оркестр университета A&M, крупнейший военный оркестр в мире, состоящий из более чем 300 юношей и девушек. Также во времена Росса был проведён первый межуниверситетский футбольный матч против команды Техасского университета в Остине. В этот период времени были созданы многие студенческие организации, в том числе «Клуб толстяков», «Клуб кривоногих», «Клуб хористов» (ныне известный как Singing Cadets), «Клуб велосипедистов» и «Театральный клуб колледжа». В 1893 году студенты начали издавать ежемесячную газету The Battalion, а два года спустя — ежегодник The Olio.

### Последние годы и смерть
Росс продолжал принимать активное участие в деятельности ветеранских организаций и в 1893 году стал первым командиром техасского подразделения Объединения ветеранов Конфедерации. Он несколько раз переизбирался президентом и один срок служил главнокомандующим всей организации. В течение этого времени филиал организации «Объединения дочерей Конфедерации» в Брайане носил название L.S. Ross Chapter.
В 1894 году Россу предложили войти в состав Железнодорожной комиссии Техаса. Пока он размышлял, уйти ли в отставку и принять предложение, в его офис пришло много писем и петиций с просьбами остаться в колледже. Росс отказался от назначения и остался президентом колледжа.
Росс всегда был заядлым охотником и во время рождественских каникул в 1897 году вместе с сыном Невиллом и несколькими друзьями семьи отправился на охоту к реке Навасота. Во время охоты у Росса начались острое расстройство желудка и сильный озноб, из-за чего он решил вернуться домой, в то время как другие продолжили охотиться. 30 декабря он прибыл в Колледж-Стейшен и обратился к врачу. Боли продолжались в течение нескольких дней, и вечером 3 января 1898 года Росс умер в возрасте 59 лет и 3 месяцев. Вероятной причиной смерти был назван сердечный приступ. Тело Росса в сопровождении студентов колледжа было перевезено в Уэйко, где его встретил почётный караул из ветеранов конфедерации в серых мундирах. Росс был похоронен на кладбище Оквуд. На его похоронах присутствовало несколько тысяч человек. Чтобы увековечить его память, студенты решили провести в колледже церемонию Silver Taps, которая стала почётной традицией и проводится, когда умирает студент или выпускник университета.

### Наследие
На следующее утро после смерти Росса в газете The Dallas Morning News вышла статья, которую цитируют его биографы:

Лишь немногие смогли быть настолько полезными Техасу, как Сал Росс… В течение его жизни он был тесно связан с благосостоянием народа… и выполнял все порученные ему обязанности с усердием, умением, честностью и патриотизмом. … Он не был ни выдающимся вожаком в своей области, ни искусным политиком, но, что ещё лучше, он был уравновешенным, всесторонне образованным человеком с любой точки зрения. В своей общественной деятельности он проявлял подлинный здравый смысл, высокий патриотизм, несгибаемую честность, и в то же время его характер был настолько благороден, что он неизменно обладал не только доверием, но и любовью людей. … Его имя будут с уважением вспоминать, пока благородство, преданность своему долгу и незапятнанная честность будут стандартами нашей цивилизации и примером, который должен вдохновлять всех молодых жителей Техаса, стремящихся к достойной уважения общественно-полезной карьере.
Оригинальный текст (англ.)It has been the lot of few men to be of such great service to Texas as Sul Ross. ... Throughout his life he has been closely connected with the public welfare and ... discharged every duty imposed upon him with diligence, ability, honesty and patriotism. ... He was not a brilliant chieftain in the field, nor was he masterful in the art of politics, but, better than either, he was a well-balanced, well-rounded man from whatever standpoint one might estimate him. In his public relations he exhibited sterling common sense, lofty patriotism, inflexible honesty and withal a character so exalted that he commanded at all times not only the confidence but the affection of the people. ... He leaves a name that will be honored as long as chivalry, devotion to duty and spotless integrity are standards of our civilization and an example which ought to be an inspiration to all young men of Texas who aspire to careers of public usefulness and honorable renown.

Через несколько недель бывшие кадеты колледжа начали собирать средства на памятник. В 1917 году штат выделил 10 000 долларов, и спустя два года 10-футовая (3 м) статуя Росса работы скульптора Помпео Коппини была открыта в центре кампуса A&M. В последние годы в университете появилась новая традиция: студенты на удачу перед экзаменами начали оставлять у подножия статуи монеты. Университетская легенда гласит, что Росс часто давал частные уроки, а в качестве оплаты символически брал один цент. Во время экзаменов его статуя часто завалена мелочью.
Выделив деньги на памятник, законодательное собрание штата также приняла решение основать Педагогический колледж Сала Росса (ныне Университет Сала Росса) в Алпайне, который начал работу в июне 1920 года.